# Splat
|  | Denne artikel er oprettet af botten Steenthbot ud fra en ekstern database. Den kan derfor have sproglige fejl eller mangler. Denne skabelon kan fjernes efter kontrol af indholdet. |

Splat er en dansk kortfilm fra 1995 instrueret af Peter Bay og efter manuskript af Peter Bay og Jørgen Kastrup.

## Medvirkende
- Jonas Højbjerg Hansen
- August Flygare
- Ulf Pilgaard
- Birgitte Prins